# Snappy (penna)
Snappy era una penna a sfera prodotta negli anni ottanta e inizio novanta da un'azienda milanese, la Snappy SpA che aveva sede a Limbiate  (MB), comune che al suo tempo faceva parte della Provincia di Milano.

Coacervo di penne "Snappy", di diverso colore, tutte con filo d'acciaio verniciato

## Storia
La penna venne concepita dal designer italiano Pietro Larizza, cofondatore della Snappy SpA , il quale si era ispirato ad una sua stessa precedente creazione: il portachiavi TRAC.
Il brevetto della penna Snappy fu depositato dalla Larizza & Scuratti S.d.f. (formata da Pietro Larizza e Carlo Scuratti) nel 1983 . 
La Snappy fu venduta in oltre cento milioni di pezzi e distribuita in più di 50 paesi nel mondo. Per un certo periodo, la Snappy sponsorizzò vetture di Formula 3, prima con l'Euroteam e poi con l'EuroRacing, Formula 3000 e di Formula 1 con l'EuroBrun e andarono in onda alcuni spot pubblicitari sulle maggiori reti televisive nazionali .
Snappy è stata utilizzata come testimonial in numerose campagne pubblicitarie da parte di altre aziende e per varie tipologie di prodotti molto diversi fra loro, diventando di fatto parte scenofrafica degli spot stessi. Divenne famosa principalmente per la sua particolare forma e moltitudine di grafiche e colori diversi applicati ai vari modelli, inoltre il caratteristico movimento di apertura e chiusura della penna stessa diventò un passatempo ludico sia per giovani che per adulti.
Snappy ha prodotto collezioni di articoli da cartoleria con marchi come Jovanotti, Tartarughe Ninja, Batman, Days of Thunder, Dick Tracy, Alf, Garfield e Snoopy.

## Caratteristiche del progetto
La penna, il cui prototipo fu prodotto artigianalmente dalla ditta Alpha Prototipi, è caratterizzata da una forma piatta e da un filo di acciaio cromato o verniciato che gira attorno a corpo penna e cappuccio; quest'ultimo si apriva con una rotazione attorno al corpo penna, al quale rimaneva comunque fissato anche quando la penna era aperta. Questa idea conferì alla Snappy un vantaggio commerciale rispetto alle concorrenti e fu difeso dalla società produttrice con un brevetto internazionale che riguardava qualsiasi soluzione di "cappuccio che ruota attorno al centro del corpo penna". Quando il cappuccio veniva richiuso, produceva un caratteristico suono "snapp", da cui il nome della penna.
Il termine Snappy in inglese significa anche elegante, brillante, d'effetto, alla moda, moderno  tutti aggettivi che si sono potuti associare con facilità alla penna stessa.